# Допка
Допка (рум. Dopca) — село у повіті Брашов в Румунії. Входить до складу комуни Хогіз.
Село розташоване на відстані 180 км на північ від Бухареста, 40 км на північний захід від Брашова.

## Населення
За даними перепису населення 2002 року у селі проживала 541 особа.
Національний склад населення села:
| Національність | Кількість осіб | Відсоток |
| -------------- | -------------- | -------- |
| угорці         | 381            | 70,4%    |
| румуни         | 140            | 25,9%    |
| цигани         | 20             | 3,7%     |

Рідною мовою назвали:
| Мова      | Кількість осіб | Відсоток |
| --------- | -------------- | -------- |
| угорська  | 381            | 70,4%    |
| румунська | 152            | 28,1%    |
| циганська | 8              | 1,5%     |